# Koblenzer Sparkassen Marathon

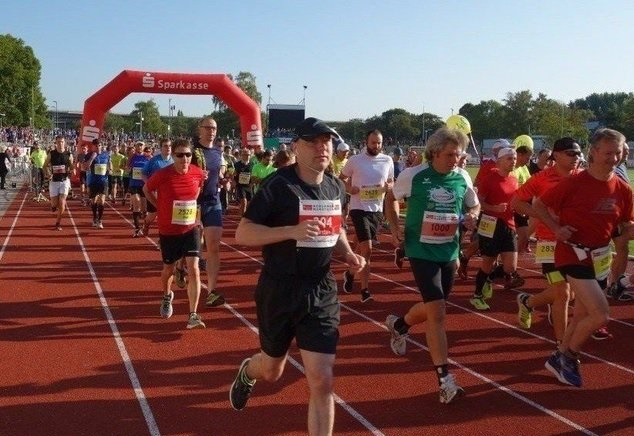
Stadion Oberwerth

Der Koblenzer Sparkassen Marathon war ein jährlich Anfang September stattfindender Stadtlauf durch Koblenz. Er war Nachfolger des Mittelrhein-Marathons und wurde vom Verein Koblenz Marathon e.V. mit Unterstützung des Sport- und Bäderamtes der Stadt Koblenz unter Schirmherrschaft des Oberbürgermeisters David Langner veranstaltet. Neben dem Marathon wurden u. a. auch ein Halbmarathon, ein 10-km-Lauf, sowie ein Team-Marathon angeboten.

## Geschichte
Im Oktober 2015 gab der Veranstalter des Mittelrhein-Marathons auf seiner Website bekannt, dass die seit 2005 organisierte Veranstaltung künftig in der bisherigen Form nicht mehr ausgerichtet werde. Im Rahmen einer Neuausrichtung wurde mit einem neuen Konzept 2017 der erste Koblenz-Marathon ausgetragen.
Der 4. Koblenzer Sparkassen Marathon sollte am 13. September 2020 stattfinden, jedoch wurde er wegen der COVID-19-Pandemie abgesagt. Im Juni 2021 wurde der Marathon erneut aufgrund der Pandemie abgesagt.
Nach zweijähriger Zwangspause sollte 2022 wieder in Koblenz gelaufen werden. Jedoch wurde der Marathon im Februar 2022 erneut abgesagt. Grund für die Absage war nunmehr der Neubau der Mozartbrücke über die die Laufstrecke führt. Da der Neubau der Brücke auch 2024 noch nicht vollendet ist, findet auch 2024 kein Marathonlauf in Koblenz statt. „Der Ausrichterverein und die Stadt Koblenz beraten, wie es mit dem Laufevent weitergeht. Eine Neuausrichtung ist erforderlich.“ (Stand: März 2024)

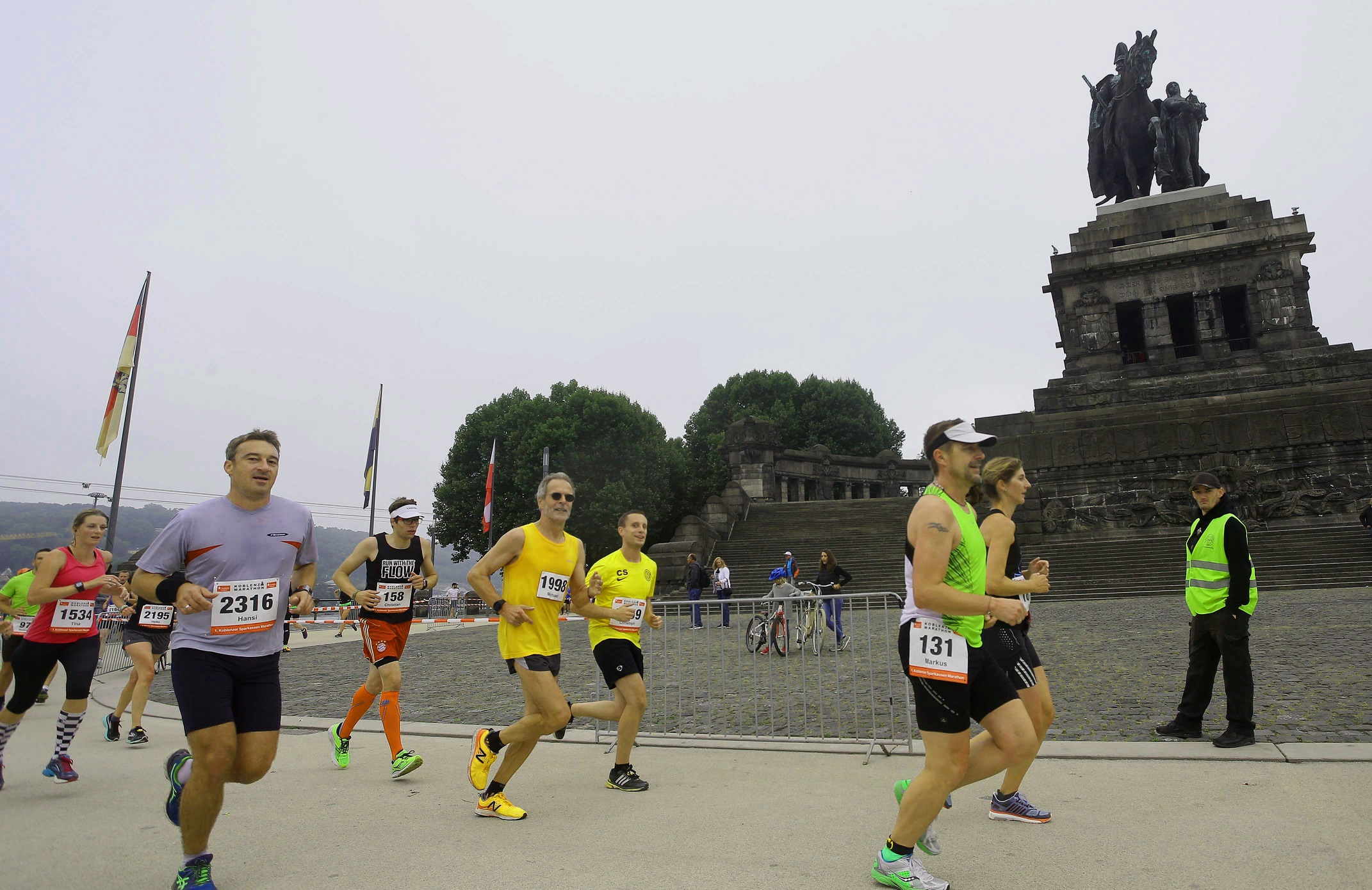
Deutsches Eck

## Strecke

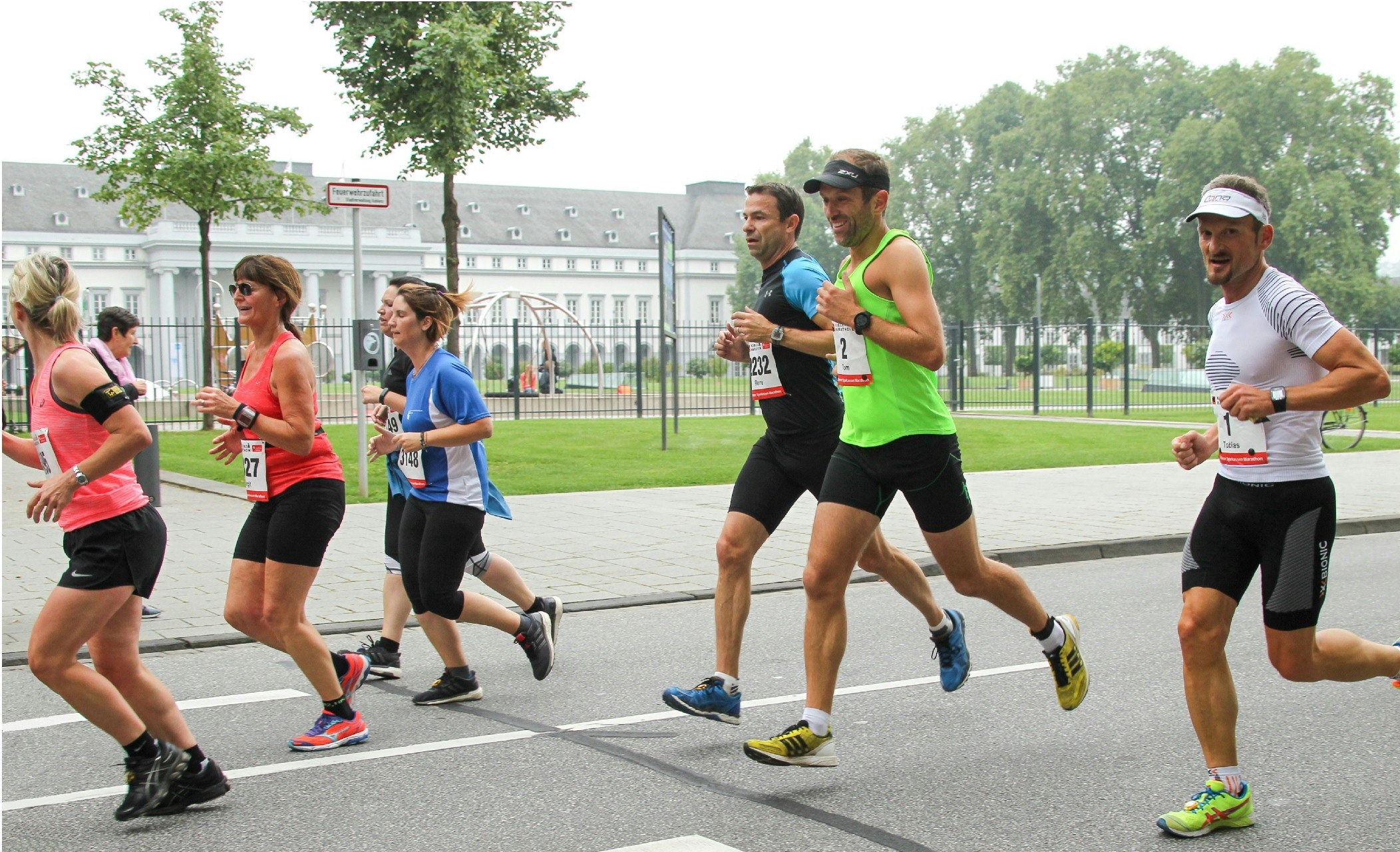
Kurfürstliches Schloss

Start und Ziel aller Läufe sind im Stadion Oberwerth. Die nach den Richtlinien des Deutschen Leichtathletik-Verbands (DLV) vermessene Strecke besteht aus zwei identischen Runden. Sie führt durch die Koblenzer Stadtteile Oberwerth, Südliche Vorstadt, Altstadt, Rauental, Moselweiß, Metternich und Lützel. Die Läufer passieren zahlreiche Sehenswürdigkeiten, u. a. das Kurfürstliche Schloss, die Seilbahn, das „Deutsche Eck“ und die Balduinbrücke.

## Statistik

### Siegerlisten

#### Marathon Männer
| Datum      | 1. Platz                         | Zeit (h) | 2. Platz           | Zeit (h) | 3. Platz        | Zeit (h) |
| ---------- | -------------------------------- | -------- | ------------------ | -------- | --------------- | -------- |
| 08.09.2019 | Nikki Johnstone                  | 02:24:08 | Richard Schumacher | 02:35:27 | Thomas Wittwer  | 02:47:21 |
| 02.09.2018 | Richard Schumacher               | 02:35:51 | Phil Lembach       | 02:52:07 | Borja Alcazar   | 02:56:48 |
| 03.09.2017 | Solomon Amdebirhan Gebreselassie | 02:46:47 | Patric Gilles      | 02:47:36 | Peter Altermann | 02:55:30 |

#### Marathon Frauen
| Datum      | 1. Platz         | Zeit (h) | 2. Platz         | Zeit (h) | 3. Platz           | Zeit (h) |
| ---------- | ---------------- | -------- | ---------------- | -------- | ------------------ | -------- |
| 08.09.2019 | Katarzyna Kuzyk  | 03:11:29 | Natascha Hahn    | 03:21:49 | Brigitte Knapp     | 03:24:55 |
| 02.09.2018 | Lisa Mehl        | 03:08:48 | Diana Hellebrand | 03:27:16 | Jolanta Drzewinska | 03:34:40 |
| 03.09.2017 | Alexandra Fricke | 03:27:10 | Michele Ritter   | 03:31:43 | Yolanta Dvzewisnka | 03:33:51 |

#### Halbmarathon Männer
| Datum      | 1. Platz          | Zeit (h) | 2. Platz          | Zeit (h) | 3. Platz         | Zeit (h) |
| ---------- | ----------------- | -------- | ----------------- | -------- | ---------------- | -------- |
| 08.09.2019 | Fabian Fiedler    | 01:10:03 | Alexander Löhr    | 01:13:49 | Maximilian Kries | 01:14:56 |
| 02.09.2018 | Semere Fsehatsion | 01:10:55 | Emile Bonkoungou  | 01:14:06 | Alexander Löhr   | 01:14:20 |
| 03.09.2017 | Marius Meyfarth   | 01:10:07 | Semere Fsehatsion | 01:11:41 | Thomas Roche     | 01:16:06 |

#### Halbmarathon Frauen
| Datum      | 1. Platz        | Zeit (h) | 2. Platz         | Zeit (h) | 3. Platz       | Zeit (h) |
| ---------- | --------------- | -------- | ---------------- | -------- | -------------- | -------- |
| 08.09.2019 | Nicole Lönneker | 01:29:23 | Nicole Arent     | 01:30:27 | Henriette Gust | 01:30:37 |
| 02.09.2018 | Julia Kümpers   | 01:19:48 | Stephanie Strate | 01:23:04 | Diane Neubauer | 01:27:16 |
| 03.09.2017 | Maja Korndörfer | 01:26:51 | Nicole Arent     | 01:28:03 | Nina Mutschke  | 01:29:58 |

Fett: Bestzeiten

## Belege
1. ↑  Ankündigung einer „Neuausrichtung“, Stand: 14. März 2024. Auf: koblenz-marathon.de